# Estación de Porte d'Italie
La estación de Porte d'Italie (en español: la estación de Puerta de Italia) es una estación del metro de París situada al sur de la capital, en el XIII Distrito. Forma parte de la línea 7. Ofrece una conexión con la línea 3 del tranvía. 

## Historia
La estación fue inaugurada el 7 de marzo de 1930 como parte de la línea 10. El 26 de abril de 1931, pasó a formar parte de la línea 7.  A finales de 2006, fue conectada con el renacido tranvía parisino.
La estación debe su nombre a su ubicación cercana a la Porte d'Italie, antiguo acceso situado en el Muro de Thiers, última fortificación construida alrededor de París para proteger la ciudad.
En 2005, sus accesos fueron renovados.

## Descripción
La estación, se compone de dos andenes laterales curvados y de dos vías. 
Luce un diseño absolutamente clásico, en bóveda y revestida totalmente de azulejos blancos biselados a excepción del zócalo, que es de color marrón. Los marcos publicitarios son dorados con adornos en la parte superior. Su iluminación ha sido renovada empleando el modelo vagues (olas) con estructuras casi adheridas a la bóveda que sobrevuelan ambos andenes proyectando la luz principalmente hacia arriba. La señalización, por su parte, usa la tipografía CMP, lo que supone que el nombre de la estación aparece en un marco blanco, sobre un fondo azul de azulejos y usando letras blancas. Los asientos son tipo Motte individualizados de color rojo.

## Accesos
La estación dispone de cuatro accesos.
- Acceso 1: frente al parque Hélène Boucher
- Acceso 2  a la altura del nº 166 del bulevar Masséna y en el cruce de esta con la avenida de Italia.
- Acceso 3: a la altura del nº 190 de la avenida de Italia.
- Acceso 4: a la altura de la calle Fernand Widal, de salida únicamente.